# Ferrari LaFerrari
Ferrari LaFerrari er en hybrid-hyperbil lavet af Ferrari. Bilen drives af en 65° DOHC 6,3-liters V12-motor, der yder 800 PS (789 hk) ved 9.000 omdrejninger i minuttet. Bilen har også to elektriske motorer forbundet i et system, Ferrari kalder HY-KERS Arkiveret 2. februar 2020 hos  Wayback Machine, hvor kun den ene bidrager med egentlig trækkraft. Den opsamler kinetisk energi, når bilen bremser, og kan bidrage med 163 PS (161 hk), når der er brug for det, hvilket bringer den samlede ydelse op på 963 PS (950 hk). Bilen er bygget af fire forskellige slags kulfiber for at gøre den så let som muligt, hvilket ender med en egenvægt på 1.585 kg. Bilen blev lanceret lidt efter sine rivaler, Porsche 918 og McLaren P1. LaFerrari har, som den første Ferrari-bil siden den Bertone-designede Dino 308 GT4 fra 1973, ikke fået hjælp med designet af Pininfarina. Bilens accelerationstid fra 0-100 km/t er 2,5 sekunder, og topfarten er 350 km/t.
 Der er for få eller ingen kildehenvisninger i denne artikel, hvilket er et problem. Du kan hjælpe ved at angive troværdige kilder til de påstande, som fremføres i artiklen.